# Хількевич Анна Олександрівна
Ганна Олександрівна Хількевич (рос. Анна Александровна Хилькевич; нар. 15 жовтня 1986, Ленінград) — російська акторка. Підтримує путінський режим та війну Росії проти України. Фігурантка бази Центру «Миротворець».

## Життєпис
Народилася 15 жовтня 1986 року в родині Тетяни Андріївни та Олександра Васильовича Хількевич. 
Закінчила театральну школу № 232 при театральному училищі ім. Щепкіна, Російський економічний університет імені Г. В. Плеханова з червоним дипломом, а також Вище театральне училище ім. Щукіна (керівником курсу був В. Іванов). Знімається в кіно із 17 років.
Знялася для обкладинки чоловічих журналів MAXIM за грудень 2011 року і Playboy Росія за грудень 2013.

### Особисте життя
У травні 2011 року одружилася з адміністратором телесеріалу «Барвиха» Антоном Покрепо. У листопаді 2012 року пара розлучилася.
7 серпня 2015 одружилася з бізнесменом Артуром Волковим.

## Громадянська позиція
Фігурантка бази даних центру «Миротворець».
Підримує путінський режим та війну Росії проти України. Публічно закликала підтримувати президента Путіна та заявила, що пишається бути росіянкою. Національне агентство з питань запобігання корупції України виступило з ініціативою щодо запровадження проти Хількевич міжнародних санкцій, оскільки вона «відкрито підтримує агресивну політику Путіна. Поширює наративи відповідно до кремлівської пропаганди на підтримку дій Росії». Також внесена ФБК до списку корупціонерів та розпалювачів війни за підтримку російської агресії проти України.

## Фільмографія
| Рік  | Назва                             | Роль            |
| ---- | --------------------------------- | --------------- |
| 2003 | Замислив я втекти                 | Даша            |
| 2003 | Адвокат                           | Настя Кравченко |
| 2004 | Політ лелеки над капустяним полем | Варя            |
| 2006 | Людина безповоротна               | Олеся           |
| 2007 | подруга банкіра                   | Марина          |
| 2007 | з УГРО. прості хлопці             | Аріна           |
| 2008 | Козаки-розбійники                 | Оксана          |
| 2008 | Не намагайтесь зрозуміти жінку    | Юлія            |
| 2008 | Руда                              | Саша Тарасова   |